# Mariano Andújar
Mariano Gonzalo Andújar, född 30 juli 1983 i Buenos Aires, är en argentinsk fotbollsmålvakt som spelar för Estudiantes.
Han gjorde sin landslagsdebut den 6 juni 2009, i en 1–0 vinst över Colombia.